# 13352 Gyssens
13352 Gyssens este un asteroid din centura principală de asteroizi.

## Descriere
13352 Gyssens este un asteroid din centura principală de asteroizi. A fost descoperit pe 18 septembrie 1998 la Observatorul La Silla de Eric Walter Elst. Asteroidul prezintă o orbită caracterizată de o semiaxă mare de 2,59 ua, o excentricitate de 0,11 și o înclinație de 13,8° în raport cu ecliptica.